# Phymaturus felixi
Espèce
Statut de conservation UICN

 LC  : Préoccupation mineure
Phymaturus felixi est une espèce de sauriens de la famille des Liolaemidae.

## Répartition
Cette espèce est endémique de la province de Chubut en Argentine.

## Description
C'est un saurien vivipare.

## Étymologie
Cette espèce est nommée en l'honneur de Felix B. Cruz.

## Publication originale
- Lobo, Abdala & Valdecantos, 2010 : Taxonomic Studies of the Genus Phymaturus (Iguania: Liolaemidae): Description of Four New Species. South American Journal of Herpetology, vol. 5, no 2, p. 102-126.